# 흰어깨다이커
흰어깨다이커(Cephalophus jentinki)는 숲에서 사는 다이커의 일종으로 라이베리아 남부와 코트디부아르 남서부에서 서식하며 시에라리온 지역에 고립적으로 산재되어 발견된다. 학명은 옌팅크(Fredericus Anna Jentink)의 이름을 따서 지었다. 흰어깨다이커는 어깨 높이 80cm, 몸무게 70kg 정도로 다이커 중에서 가장 큰 종이다.